# Némethy András László
Némethi Némethy András László (Rácújfehértó, 1801. február 20. – Bécs, 1866. április 25.) magyar királyi helytartósági titkár.

## Életútja
Nnémethy Antal és Gergelyfy Anna földbirtokos szülők fia. Apját korán elvesztette, ezért nagybátyja, Némethy Lajos nevelte. Középiskolai tanulmányait a nagyváradi főgimnáziumban kezdte és 1819-ben Kassán fejezte be. Ugyanott 1819-től 1821-ig a jogakadémiának hallgatója volt. 1821. szeptember 3-án a joggyakornoki pályára lépett Nagykállón. 1823. április 16-án Pestre költözött, hogy az ügyvédi pályára készüljön. 1824. szeptember 27-én ügyvédnek feleskettetett. 1826-ban a magyar királyi helytartóságnál fogalmazó-gyakornok, 1832-ben pedig fogalmazó lett. 1840-ben Szabolcs- és Szatmár-megyék táblabírái közé is fölvétetett. 1844-ben a zálogházi igazgató-választmány jegyzőjévé, 1847-ben helytartósági titkárrá neveztetett ki. 1849-ben a helytartóság megszűnt, s rendeltetési állásba helyezték. Ezután visszavonultan élt budai házában. Nyugalmazásakor a tanácsosi címet nyerte. Később fiához Bécsbe költözött.
Irodalmi működése hivataloskodása idején leginkább közjogi dolgokra vonatkozik; a szabadságharc alatt költeményeket írt, de tréfás színdarabokat és elbeszéléseket is; cikkeivel egyik-másik hírlapnak munkatársa is volt, rendszerint névtelenül.